# The Woman on Pier 13
The Woman on Pier 13 (ursprünglich englisch I Married a Communist ‚Ich heiratete einen Kommunisten‘) ist ein in Schwarzweiß gedrehter US-amerikanischer Film noir aus dem Jahre 1949. Er gehört mit Filmen wie I Was a Communist for the F.B.I. (1951), Big Jim McLain und My Son John (beide 1952) zu einer Serie antikommunistischer Thriller, die Ende der 1940er und Anfang der 1950er Jahre auf dem Höhepunkt der McCarthy-Ära entstanden.

## Handlung
Brad Collins ist zum Vizepräsidenten einer in San Francisco ansässigen Reederei aufgestiegen und zudem frisch verheiratet. Während ihrer Flitterwochen begegnen er und seine Frau Nan seiner früheren Freundin Christine, einer Modefotografin, und erregen deren Eifersucht. Christine ist insgeheim Mitglied der Kommunistischen Partei und erstattet ihren Vorgesetzten Bericht. Zu diesen zählt Vanning, Kopf einer kommunistischen Zelle, die die Hafenarbeitergewerkschaft in San Francisco zu unterwandern versucht. Vanning zwingt Collins, die Verhandlungen zwischen der Reederei und der Gewerkschaft scheitern zu lassen, andernfalls will er Collins’ wahre Identität auffliegen lassen. Collins war bis zu seinem Ausstieg selbst Mitglied der Kommunistischen Partei unter dem Namen Frank Johnson. Zudem deckte die Partei Johnson, als dieser während eines Straßenkampfes einen Mann tötete. Collins/Johnson wird Zeuge, wie Vanning einen vermeintlichen Verräter ertränken lässt, und gibt dem Erpresser nach. Zur gleichen Zeit beginnt Christine eine Affäre mit Don, Nans Bruder, der in den Docks arbeitet. Der Gewerkschafter Travers verrät Don Christines politische Verbindungen. Don beendet wütend die Beziehung zu Christine, obwohl sie ihm versichert, ihn aufrichtig zu lieben. Während ihres Streits verrät sie ihm, dass sein Schwager Collins ebenfalls ein ehemaliges Parteimitglied ist. Vanning lässt erst Don als gefährlichen Mitwisser töten und ermordet dann eigenhändig Christine. Auf der Suche nach dem Mörder ihres Bruders fällt Nan den Kommunisten in die Hände. Collins kann Nan in letzter Sekunde retten und die Verschwörer unschädlich machen, kommt aber dabei selbst ums Leben.

## Hintergrund
Howard Hughes, seit Mai 1948 Eigentümer des Filmstudios RKO Pictures, hatte noch ein Jahr zuvor das liberale Committee for the First Amendment unterstützt, das gegen die Vorladung von linken Filmschaffenden vor das Komitee für unamerikanische Umtriebe (HUAC) protestierte. Bereits wenig später änderte Hughes seinen Kurs und kündigte die Produktion des antikommunistischen I Married a Communist an. Eine Reihe von Regisseuren und Drehbuchautoren, darunter John Cromwell, Herman J. Mankiewicz und Nicholas Ray, wurden für das Projekt verpflichtet, kündigten aber nach kurzer Zeit die Mitarbeit auf oder wurden von Hughes ersetzt. Joseph Losey, einer der Filmemacher, die sich schon im Vorfeld weigerten, Regie zu führen, gab später an, dass Hughes den Film und die Bereitschaft zur Mitarbeit als Loyalitätstest für die Gesinnung seiner Mitarbeiter nutzte. Schließlich übernahm der Brite Robert Stevenson den Regieauftrag. Die Dreharbeiten begannen im April 1949 und nahmen einen Monat in Anspruch.
Nicht alle Mitwirkende des Films teilten dessen politische Ausrichtung. Während die Hauptdarstellerin Laraine Day sich als Mitglied der Motion Picture Alliance for the Preservation of American Ideals der „Bekämpfung“ kommunistischer Strömungen in der US-amerikanischen Filmindustrie verpflichtet hatte, kritisierte Robert Ryan, ein engagierter Liberaler, öffentlich die „Unterstellungen und Verleumdungen“ des HUAC.
I Married a Communist wurde im Oktober 1949 in Los Angeles und San Francisco uraufgeführt und startete im Juni 1950 unter seinem neuen Titel The Woman on Pier 13 regulär in den amerikanischen Kinos. Die Titeländerung war aufgrund zurückhaltender Publikumsreaktionen vorgenommen worden, trotzdem scheiterte der Film an der Kinokasse. In Deutschland wurde er nicht gezeigt.

## Kritik
„Für simple Actionfilm-Kost erzeugt I Married a Communist genug Spannung, um den Durchschnittszuschauer zufriedenzustellen. Ungeachtet seines schwergewichtig klingenden Titels arbeitet der Film nach bewährtem Muster. Das Drehbuch ersetzt in simpler und etwas naiver Weise Gangster durch Kommunisten in einer typischen Unterweltsaga.“

„Die herausragende Besetzung hat keine Chance gegen Cartoonfiguren, ein unfassbar törichtes Drehbuch und eine alles überdeckende Hysterie. Nick Musuracas Noir-Kameraarbeit ist glücklicherweise atemberaubend.“